# BumRush
Pour plus de détails, voir Fiche technique et Distribution.
BumRush est un film québécois réalisé par Michel Jetté sorti en 2011 se déroulant dans l'univers des groupes criminels montréalais.

## Synopsis
Le film s'articule autour d'un groupe d'anciens combattants à Montreal. L'un d'entre eux possède un bar. Des difficultés surviennent lorsqu'un gang de rue tente d'en prendre le contrôle. Ce film soulève une question importante : jusqu'où aller pour aider un frère d'armes?

## Fiche technique
- Titre : BumRush
- Réalisation : Michel Jetté
- Scénario : Michel Jetté
- Photographie : Georges Archambault
- Musique : Charles Papasoff
- Producteurs : Michel Jetté, Louise Sabourin
- Société de distribution : Forban Films
- Pays :  Canada
- Langue : Français
- Date de sortie : 1er avril 2011  Québec

## Distribution
- Emmanuel Auger - L'Kid
- Dara Lowe - Catherine
- Pat Lemaire - Papy
- Jézabel Drolet - Lou
- Bad News Brown - Loosecanon
- Robert Pace - Le Boss
- Sylvain Beauchamp - Tank
- Constant Gagné - Shrink
- Alain Nadro - Momo
- Paul Dion - Victor
- Jacques Kartier - Bam Bam
- Giuseppe Giancaspro - "Brain" Martino
- Carmine Napolitano - Tiny
- Dj Cook - Mongol
- Jerry Guerrier - 8 Ball
- Louis-David Morasse - Buzz
- Sheilla Azmitia - Angy
- Vandal Vyxen - Loli
- Frost - Q